# رادیوبیولوژی

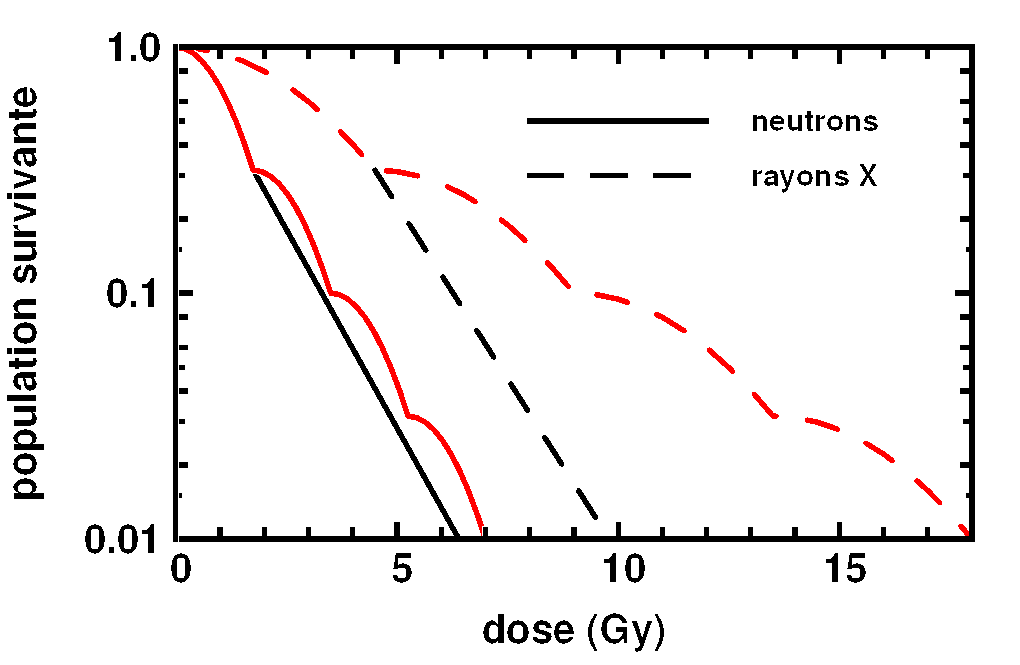
یک منحنی بقای سلولی

رادیوبیولوژی (به انگلیسی: Radiobiology) به دانش و مطالعه مبانی، سازوکار، و آثار پرتوهای یونیزان بر روی ماده جاندار را گویند.
رادیوبیولوژی (یا زیست‌شناسی پرتوی) یک رشتهٔ میان رشته ای از علوم است که اثرات زیست‌شناختی پرتوهای یونیزان و غیریونیزان از همه طیف‌های الکترومغناطیسی شامل : رادیواکتیویته (اشعه آلفا، اشعه بتا و اشعه گاما)، پرتوهای ایکس (پرتو ایکس)، اشعه ماورای بنفش، نور مرئی، ریز موج‌ها (مایکروویوها)، موج رادیویی، پرتوهای با فرکانس پائین (که در انتقال الکتریکی متناوب استفاده می‌شود)، پرتوهای فراصوت حرارتی (گرما)، و روش‌های مرتبط با آن را مورد مطالعه قرار می‌دهد.این رشته زیر مجموعه از زیست‌فیزیک محسوب می‌شود.

## زمینه‌های مورد بررسی
واکنشهای بین میدانهای الکترومغناطیسی (EMF) و ارگانیسمها یا موجودات زنده می توانند در سطوح مختلف مورد مطالعه قرار بگیرند :
- فیزیک‌های پرتوئی
- شیمی پرتوئی
- بیولوژی مولکولی و سلولی
- ژنتیک مولکولی
- مرگ سلول و آپوپتوز
- عوامل اصلاح یا تغییر دوز
- مکانیسم‌های حفاظت و ترمیم
- پاسخ‌های بافتی به تابش
- تطابق و سازش موجودات یا ارگانیسم‌های زنده با امواج رادیویی
- بالا و پایین کردن سطح تابش الکترومغناطیسی و سلامتی
- میزان خودجذبی مخصوص ارگانیسم‌ها
- مسمومیت با اشعه (مسمومیت پرتوی)
- انکولوژی تشعشع (پرتو درمانی در سرطان)

رادیوبیولوژی (زیست‌شناسی پرتوی) مربوط به پرتوهای غیریونیزان، شامل:
- الکترومغناطیس زیستی
- مغناطیس زیستی

## منبع‌های پرتوی برای زیست‌شناسی پرتوی
آزمایشها و تجربیات مربوط به زیست‌شناسی پرتوی (رادیوبیولوژی) به‌طور معمول از منابع تشعشعی استفاده می‌کنند که می‌توانند شامل:
- یک منبع ایزوتوپی، معمولاً ۱۳۷Cs (سزیم۱۳۷) یا ۶۰Co (کبالت۶۰).
- یک شتاب دهندهٔ ذرات اتمی (شتاب دهنده ذره‌ای)، تولیدکننده پروتونهای پرانرژی، الکترونها یا یونهای شارژشده. نمونه‌های زیستی می‌توانند با استفاده از یک بیم پهن، مختلط یا بیم یکنواخت، یا با استفاده از یک بیم کوچک یا میکروبیم microbeam))، متمرکز شده به سمت پایین و در اندازه‌های سلولی یا زیرسلولی تحت تابش قرار گیرند.
- یک لامپ ماورای بنفش (UV).